# Deep Blood
Pour plus de détails, voir Fiche technique et Distribution.
Deep Blood (Sangue negli abissi), est un film d'exploitation italien de 1989 sur des requins.
Le réalisateur crédité Raffaele Donato (dans le rôle de Raf Donato) n'a réalisé que la première scène dans laquelle les garçons se rassemblent pour sceller leur pacte de sang, tandis que le reste du film a été réalisé et filmé par Joe D'Amato, qui a également coproduit le film par l’intermédiaire de sa société Filmirage en collaboration avec Variety Film.

## Synopsis
Sur une plage déserte, quatre garçons, Miki, John, Ben et Allan, se font raconter par un Indien l'histoire du monstre marin Wakan et scellent un pacte de sang, un lien d’amitié et d’entraide en cas de danger.
Dix ans plus tard, les garçons, devenus de jeunes hommes, se réunissent et décident de partir en vacances ensemble. Mais un requin tueur ruine leurs plans. Il attaque la communauté de la plage et tue John alors qu'il nage.
Les trois amis restants décident de venger la mort de John et de chasser la bête. Leur tâche ne sera pas facile, puisqu'une légende dit que la bête est une incarnation d’un ancien esprit hoodoo qui a pris la forme d’un requin tueur. Les garçons installent un piège sous-marin pour le requin et l’attirent dans une zone dans laquelle ils ont placé de puissants explosifs, tuant ainsi avec succès la bête.

## Distribution
- Frank Baroni : Miki
- Allen Cort : Allan
- Keith Kelsch : Ben
- James Camp : Jason
- Tody Bernard : le shérif
- John K. Brune : John
- Margareth Hanks : Elisabeth
- Van Jensens
- Don Perrin
- Dossier Claude
- Charles Brill
- Mitzi McCall : Keith Kelsh
- Mike Peavey
- Brian Ricci
- John Mason
- Robert La Brosse (non crédité)[1]

## Production
Joe D'Amato a rencontré Raffaele Donato en 1975 sur le tournage de Red Coats et l’a utilisé à plusieurs reprises comme coach de dialogues anglais. Il l’a rencontré à nouveau des années plus tard aux États-Unis et l’a embauché sur Deep Blood parce qu’il avait besoin de quelqu’un qui parlait couramment l’anglais. Dans une interview que D’Amato a donnée pour le livre Spaghetti Nightmares de 1996, D’Amato a déclaré que Donato lui avait dit qu’il voulait réaliser un film, mais après avoir réalisé la première scène du film à la plage, Donato s’est rendu compte que réaliser des films n’était pas ce qu’il voulait faire. D’Amato a ensuite terminé le film tout seul.
D'Amato a déclaré: « (Il a été tourné) en Floride principalement, bien que nous ayons fait une petite partie le long du fleuve Mississippi.. (...) Les scènes sous-marines réelles ont cependant été tournées à divers endroits : à Ventotene, dans une piscine romaine et dans un aquarium de la Nouvelle-Orléans. Nous avons construit une tête de requin mécanique, et pour le reste, nous avons utilisé des images d’archives. » Les images d’archives sur les requins ont été achetées à la National Geographic Society. Sur la scène de l’explosion tuant le requin, des images de Great White sont utilisées.
Pendant un certain temps, le film a porté le titre provisoire Wakan.  Il a été annoncé comme Sharks (The Challenge) réalisé par « David Hills » (l'un des pseudonymes de D’Amato), mais D’Amato a déclaré qu’il avait finalement décidé de créditer Rafaelle Donato pour l’avoir réalisé, car il avait lui-même déjà tourné de nombreux films au cours de cette année et voulait éviter qu’il ne devienne évident qu’il faisait tout lui-même.

## Versions
Le slogan sur la couverture d'une version VHS intitulée Sharks se lit comme suit : « Là où les requins attaquent, l’océan est un bain de sang ».
En Italie, une sortie VHS a été réalisée par Avo Film.
En Allemagne, le film a été publié par « VPS » en VHS intitulé Shakka - Bestie der Tiefe (littéralement : « Shakka - Bête des profondeurs ».
En République tchèque, le film est sorti en DVD par « Řitka video » en 2009, sous le titre Bestie z hlubin. Le DVD contient le doublage tchèque et la version originale anglaise avec des sous-titres tchèques forcés.
En 2021, il est sorti en DVD et Blu-ray aux États-Unis par Severin Films.

## Accueil
Le film a eu beaucoup de succès à l'étranger, et s’est même bien vendu au Japon.
En 1999, le critique de cinéma italien Marco Giusti a qualifié le film de version Z des Dents de la mer. Il pensait que les scènes de dialogue étaient légèrement ridicules, mais que « le petit film était sympathique ».